# Cyclommatus mniszechi
Cyclommatus mniszechi es una especie de coleóptero de la familia Lucanidae.

## Distribución geográfica
Habita en Shanghái y Taiwán.